# Macromitrium angustifolium
Macromitrium angustifolium là một loài Rêu trong họ Orthotrichaceae. Loài này được Dozy & Molk. mô tả khoa học đầu tiên năm 1844.